# Jasenik (Republika Serbska)
Jasenik (cyr. Јасеник) – wieś w Bośni i Hercegowinie, w Republice Serbskiej, w gminie Gacko. W 2013 roku liczyła 52 mieszkańców.